# Яктансола
Яктансола (горномар. Йӓктӓн) — деревня в Горномарийском районе республики Марий Эл, в составе Микряковского сельского поселения.

## Географическое положение
Яктансола находится в 0,8 км от дороги Козьмодемьянск — Митряево и в 5,5 км от Микряково.

## История
В начале XVIII века в этой местности росли корабельные рощи. С 1717 года здесь рубили сосны и дубы для строительства русского флота.
Марийское название деревни переводится как сосна и селение. Сама же деревня была основана в 1926 году погорельцами из деревни Морозкино.
В годы коллективизации в деревне был создан колхоз «Москва», после войны в его состав вошли ещё два колхоза, а в 1959 году он вошёл в состав колхоза «Рассвет».
Основные занятия местных жителей животноводство и земледелие.

## Население
| 2002 | 2010 | 2013 | 2014 |
| ---- | ---- | ---- | ---- |
| 101  | ↘82  | ↗91  | →91  |

По состоянию на 1 января 2001 года в деревне проживало 104 человека. Было 36 дворов, в том числе 2 пустующих.